# Oflag II-D
L' Oflag II-D est un camp de prisonniers de guerre pendant la Seconde Guerre mondiale à Westfalenhof.

## Description
Il est situé près de Westfalenhof, en Poméranie prussienne.
Il est ouvert en 1939 sur le terrain militaire du polygone d’exercice de la Wehrmacht à Groß Born et dépend du Wehrkreis II.
Pendant toute la guerre, ce camp de prisonniers accueille tour à tour des militaires et civils polonais, des officiers français de juin 1940 à mai 1942, des russes, et enfin, à la fin du conflit, des prisonniers de guerre allemands.

## Évasion de mars 1942
Les premières tentatives d'évasions sont signalées dès août 1940 à la faveur des promenades extérieures au camp.
Ainsi, le capitaine Billotte s'évade le 1er février 1941 et gagne l'URSS.
La nature sablonneuse du terrain permet le creusement rapide, mais fragile, de tunnels depuis les baraques.
Entre le 16 et le 18 mars 1942, trois évasions nocturnes par un tunnel d'une centaine de mètres permettent le départ de 17 officiers.
C'est alors que le sous-lieutenant André Rabin est abattu par les Allemands à la sortie du tunnel mettant fin à cette évasion de masse.
À partir du 14 mai 1942, les prisonniers français du camp sont permutés avec d'autres officiers polonais venus de l'Oflag II-B à Arnswalde, et les officiers français de Groß Born les remplacent.

## Personnalités prisonnières à l'Oflag II-D
- Antonin Betbèze (1910-1993), évadé le 6 août 1941, résistant français, Compagnon de la Libération.
- Pierre Billotte (1906-1992), évadé le 1er février 1941, général français, Compagnon de la Libération.
- Alain de Boissieu (1914-2006), évadé le 27 mars 1941, général français, Compagnon de la Libération.
- Jacques Branet (1915-1969), évadé le 27 mars 1941, général français, Compagnon de la Libération.
- Louis Darquier de Pellepoix (1897-1980), journaliste et homme politique français sous Vichy, antisémite et collaborateur Nazi.
- Henri Delécole (1912-2002), polytechnicien, général de brigade.
- Mikel Dufrenne (1910-1995), philosophe français.
- François Goblot (1904-1974), philosophe français.
- Georges Hyvernaud (1902-1983), écrivain français.
- Roger Ikor (1912-1986), écrivain français.
- Leon Kruczkowski (1900-1962), écrivain polonais.
- Paul-André Lesort (1915-1997), écrivain et éditeur français.
- Paul Ricœur (1913-2005), philosophe français.
- René Thimonnier (1900-1989), pédagogue et grammairien français.
- Zygmunt Weiss (1903-1977), athlète polonais.
- Paul Prunier-Duparge (1911-2007), officier d'infanterie qui termina sa carrière comme général de brigade. A sa retraite, il fut bénévole à la Croix-Rouge puis à l'Ordre de Malte.